# Ільїнська Марина Сергіївна
Мари́на Сергі́ївна Ільї́нська (нар. 13 березня 1999, Харків) — українська бадмінтоністка, чемпіонка України, гравчиня національної збірної України..

## Життєпис
Бадмінтоном почала займатись з 7-річного віку ще під час навчання у Харківському ліцеї мистецтв № 133.
Перший тренер — Стерін Михайло Борисович.
Студентка факультету соціально-гуманітарних технологій Національного технічного університету «Харківський політехнічний інститут».

## Досягнення
2017 року вона виграла срібну медаль серед дівчат на чемпіонаті Європи серед юніорів. Свій перший міжнародний титул серед дорослих виборола 2017 року на турнірі в Чехії у жіночому парному розряді в парі з Єлизаветою Жаркою.
Марина Ільїнська та Владислава Лісна перемогли на Європейських студентських Іграх 2018 у Португалії.
Чемпіонка України 2018—2019 років у парній жіночій категорії.

### Чемпіонат України
Чемпіони України в жіночій парній категорії
- 2018 — Ільїнська Марина — Жарка Єлизавета (Харків)
- 2019 — Ільїнська Марина — Жарка Єлизавета

### Чемпіонати Європи серед юніорів
Дівчата в одиночному розряді
| Рік  | Місце проведення                                 | Суперник       | Рахунок     | Результат |
| ---- | ------------------------------------------------ | -------------- | ----------- | --------- |
| 2017 | Centre Sportif Regional d'Alsace, Мюлуз, Франція | Джулія Якобсен | 8–21, 17–21 | Срібло    |

### BWF International Challenge/Series
Жінки в одиночному розряді
| Рік  | Турнір              | Суперник     | Рахунок      | Результат  |
| ---- | ------------------- | ------------ | ------------ | ---------- |
| 2017 | Slovak Open         | Laura Sarosi | 12–21, 14–21 | Фіналістка |
| 2017 | Czech International | Lin Sih-yun  | 9–21, 11–21  | Фіналістка |

Жінки в парному розряді
| Рік  | Турнір                | Партнер         | Суперник                      | Рахунок             | Результат  |
| ---- | --------------------- | --------------- | ----------------------------- | ------------------- | ---------- |
| 2018 | Spanish International | Єлизавета Жарка | Delphine Delrue Léa Palermo   | 6–21, 12–21         | Фіналістка |
| 2017 | Turkey International  | Єлизавета Жарка | Bengisu Ercetin Nazlıcan Inci | 13–21, 18–21        | Фіналістка |
| 2017 | Czech International   | Єлизавета Жарка | Kristin Kuuba Helina Rüütel   | 13–21, 21–19, 21–16 | Переможець |

     турнір BWF International Challenge
     турнір BWF International Series
     турнір BWF Future Series